# Eublemma marmaropa
Eublemma marmaropa is een vlinder uit de familie van de spinneruilen (Erebidae). De wetenschappelijke naam van deze soort werd voor het eerst voorgesteld door Edward Meyrick in een publicatie uit 1902.
De soort komt voor in Nieuw-Guinea en Australië (Queensland).